# Die Kornernte
Die Kornernte ist ein Gemälde in Öl auf Holz von Pieter Bruegel dem Älteren. Das 119 × 162 cm große Bild entstand 1565 als eines von sechs Jahreszeitenbildern, von denen fünf erhalten sind. Es befindet sich heute im Metropolitan Museum of Art in New York.

## Bildbeschreibung
Ein schlanker Birnbaum teilt das Bild im Verhältnis des Goldenen Schnittes in einen größeren linken und einen kleineren rechten Teil. Die linke Seite wird von den weitläufigen Kornfeldern beherrscht, die sich vom Vordergrund über einen leicht abschüssigen Hang bis in den Mittelgrund ziehen. Im Vordergrund ruht sich ein erschöpfter Feldarbeiter im Schatten des Baumes ausgestreckt aus, daneben liegen bereits abgeschnittene Garben bereit, die von zwei weiteren Erntearbeitern mit Sensen abgemäht wurden. Ein Mann, mit vollen Krügen schwer beladen, kommt auf einem durch das Feld geschnittenen Pfad herauf, während drei andere Gestalten, teils mit Korngarben auf den Schultern, auf dem Weg hinunter zum Dorf im Mittelgrund sind. Auch ein schwer mit der Ernte beladener Wagen mit Zugtier befindet sich auf dem Weg dorthin, wo auf der Kreuzung zwischen einigen Häusern ein reges Treiben erkennbar ist. Im Hintergrund zeichnen sich unter einem diesigen grauen Himmel ein weiterer mit Kornfeldern bestandener Hügel sowie ein Küstenort und eine sanft geschwungene Bucht mit einigen Schiffen ab.
Auf der schmaleren rechten Seite sind im Schatten des Baumes acht Figuren um ein weißes Tuch gruppiert. Sie sitzen auf bereits gebundenen Garben und nehmen ein Mittagessen zu sich, das aus Brei oder Suppe und Brot besteht; eine Figur trinkt aus einem Krug, eine andere schneidet eine Scheibe von dem Laib Brot ab, der in einem Korb neben der Gruppe steht. Hinter ihnen ist ein abgemähtes Kornfeld zu sehen, auf dessen linker Seite eine männliche und eine weibliche Figur die Garben gerade zu Bündeln binden und zum Trocknen aufstellen, während daneben ein Arbeiter mehr Getreide schneidet. Am rechten Bildrand ist diese Arbeit bereits vollbracht. Dahinter sind zwei weitere Gestalten gerade damit beschäftigt, Fallobst in einem Korb zu sammeln, auch eine Leiter liegt bereit. Der Hintergrund wird zu einem großen Teil vom Laub von Büschen und Bäumen verdeckt, doch lassen sich sanfte, kornbestandene Hügel, ein Kirchturm und Hausdächer ausmachen. In der rechten unteren Bildecke ist das Gemälde mit „BRVEGEL / [MD]LXV“ signiert.

## Einordnung und Rezeption
Die Kornernte hat das gleiche Format wie die vier anderen erhaltenen Bilder des Jahreszeiten-Zyklus und wurde wohl für den gleichen Auftraggeber gemalt. Jedes Gemälde deckt zwei Monate im Jahresverlauf ab. Geht man davon aus, dass Der düstere Tag für den Karnevalsmonat Februar und für den März steht und das Frühlingsbild verloren ist, dann repräsentiert Die Kornernte den Erntemonat August und den September.

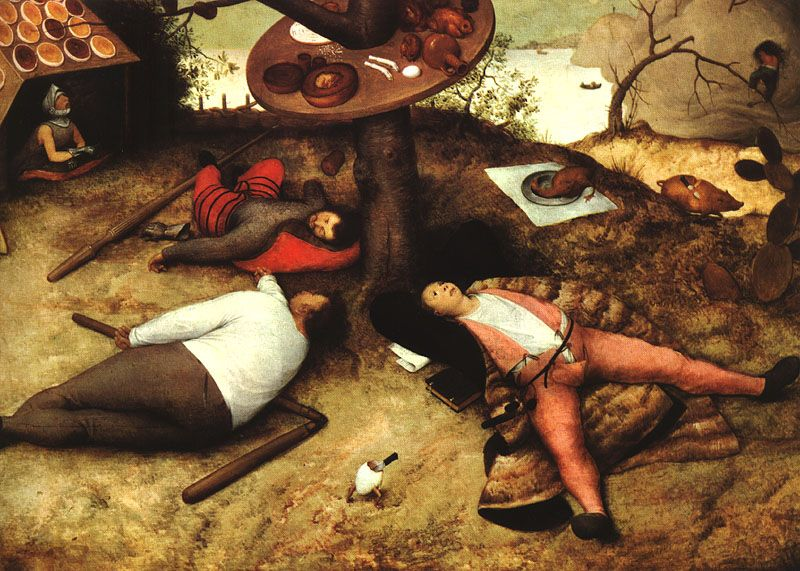
Schläfer unter dem Baum im Gemälde Das Schlaraffenland.

Wie die anderen vier Bilder hat Die Kornernte eine vorherrschende Farbe oder Farbkombination, nämlich „das Gelb des schnittreifen Getreides.“
In Die Kornernte „fehlen die tänzerisch schreitenden Personen“ aus der Heuernte. Die Arbeiter und Arbeiterinnen ruhen von der schweren Arbeit in der Sommerhitze aus oder stärken sich durch eine Mahlzeit im Schatten.
Bruegel bediente sich des „Motiv[s] des Schläfers unter dem Baum […] zwei Jahre später wieder im Bild vom Schlaraffenland.“
In der Beschreibung des Metropolitan Museum of Art wird der Jahreszeitenzyklus als „Wasserscheide in der Geschichte der westlichen Kunst“ gewürdigt; für die Landschaftsmalerei braucht Bruegel keinen religiösen Vorwand mehr, sondern benutzt seine fundierten Kenntnisse der Kompositionsprinzipien der italienischen Renaissance, um eine ungeschönte Sicht des Landlebens darzustellen.
Für Birgit Kersten ist das Gemälde ein Spiegel des Wohlstandes der von den Spaniern besetzten Niederlande, bevor es unter dem harten Regime des Herzogs von Alba zur Rebellion kam. Kersten weist auf die überragende Bedeutung des Getreides für die Ernährung der Menschen in der damaligen Zeit sowie auf die katastrophalen Folgen von Missernten hin. Bruegel gehe es offensichtlich nicht um die Darstellung einzelner Personen (die Figuren im Bild sind häufig mit abgewandtem Gesicht abgebildet oder mit wenig detaillierten Gesichtszügen),
„sondern vermutlich eher um die Menschen während ihrer Arbeit in der Natur.“

## Provenienz

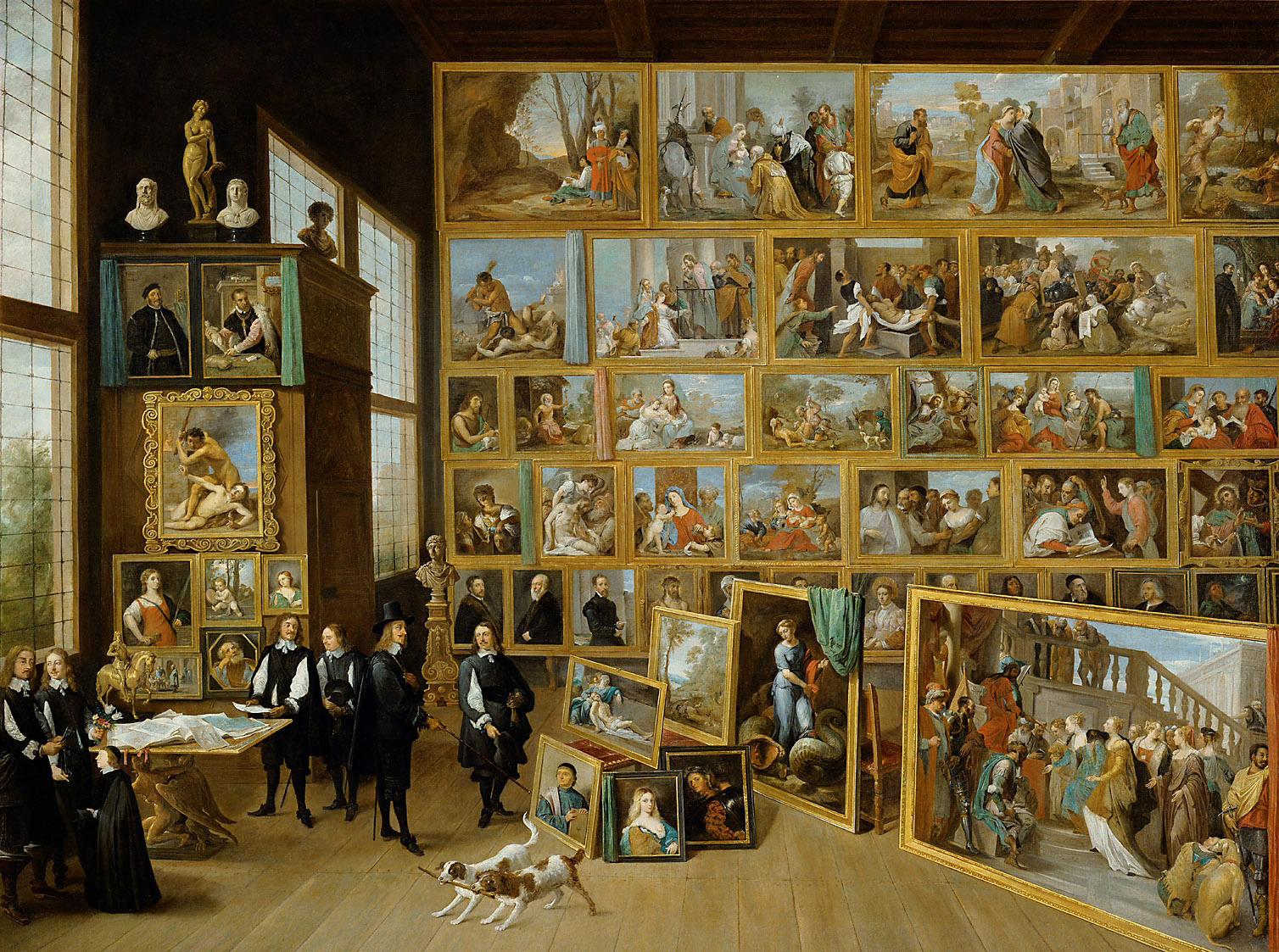
Viele der späteren Besitzer der Kornernte waren bedeutende Mäzene, so zum Beispiel Leopold Wilhelm von Österreich, abgebildet in seiner Galerie in Brüssel im Gemälde von David Teniers.

Wie die anderen Jahreszeitenbilder gehörte die Die Kornernte 1566 Nicolaes Jonghelinck in Antwerpen, danach Hane von Wijke (ebenfalls Antwerpen), der sie 1594 für 1.400 Gulden an den Stadtrat von Antwerpen verkaufte, damit sie Erzherzog Ernst von Österreich, dem Statthalter der Niederlande, zum Geschenk gemacht werden konnten. Im Inventar seines Nachlasses von 1595 tauchen die Bilder als die Nummern 7 bis 12 mit der Beschreibung „Sechs Taffell, von 12 Monathenn des Jars von Bruegel“ auf. Die Bilder wechselten dann in den Besitz von Kaiser Rudolf II. nach Prag und gingen nach dessen Tod 1612 an Erzherzog Leopold Wilhelm von Österreich (wie Erzherzog Ernst Statthalter der Niederlande). In seinem Inventar von 1659 ist jedoch nur die Rede von „Fünff grosse Stuckh einer Grossen, warin die Zeithen desz Jahrs von Öhlfarb auf Holcz […] Original vom alten Brögel.“ Leopold Wilhelm starb 1662, worauf Kaiser Leopold I. die Bilder erhielt. Sie wurden Teil der kaiserlichen Sammlung in Wien. Von dort gingen die Bilder zum Teil getrennte Wege. Die Kornernte ging 1809 an Graf Antoine-François Andréossy, den französischen Statthalter von Wien, der das Gemälde mit nach Paris nahm und 1816 für 90 Francs und 11 Centimes an Jacques Antoine Doucet verkaufte. Die Beschreibung beim Verkauf lautet „Von einem Meister der alten deutschen Schule […] eine Landschaft mit großem Detailreichtum, mit der Darstellung von Erntearbeiten […] Länge 58 Zoll, Höhe 44 Zoll.“ Paul Jean Cels in Brüssel erwarb das Bild von Doucet noch vor dem Jahr 1912. Von Cels kaufte das Metropolitan Museum of Arts das Bild mit Mitteln aus dem Nachlass von Jacob S. Rogers, einem Lokomotivenfabrikanten, der dem Museum bei seinem Tod 1901 den größten Teil seines Vermögens stiftete. Als das Bild 1920 gereinigt wurde, wurden die Signatur und Teile der Datierung sichtbar: „BRVEGEL / [MD]LXV“.